# Patacoré
El patacoré es una danza colombiana de inspiración religiosa derivada de otro ritmo colombiano llamado currulao.

## Historia
Es típica del Cauca, Nariño y el norte de Ecuador. Su rítmica es enérgica y regular, muy similar a los demás patrones rítmicos del litoral del pacífico. Su característica más apreciada son sus pintorescas voces, muchas veces mezcladas de manera inusual: un niño en la primera voz y un coro femenino en la segunda, o bien, tres hombres cantando de manera entremezclada. Son más comunes las líricas femeninas, tanto como en el berejú. Se ejecuta en el compás de 6/8.